# Enrolar o fio de seda
Enrolar o fio de seda é uma tradução do termo chinês "Chansi Gong" (纏絲功) (pinyin: chánsīgōng; Wade-Giles: ch'an2 ssu1 kung1). Estas práticas de Qigong também podem ser referidas como "Poder de enrolar a seda" (chansijing) (纏絲勁), ou como "Treinamento Fundamental".
"Enrolar o fio de seda" (Silk reeling em inglês) é uma referência a uma série de exercícios de neigong incorporados a diferentes estilos de Tai Chi Chuan.
A prática, comum a diversos estilos, recebe este nome no estilo Chen e no estilo Wu.
Em comum com os demais exercícios de Qigong, os exercícios agrupados sob este nome são realizados em um estado de concentração meditativa com ênfase no relaxamento.

## Inspiração em movimento do cotidiano do trabalho com seda

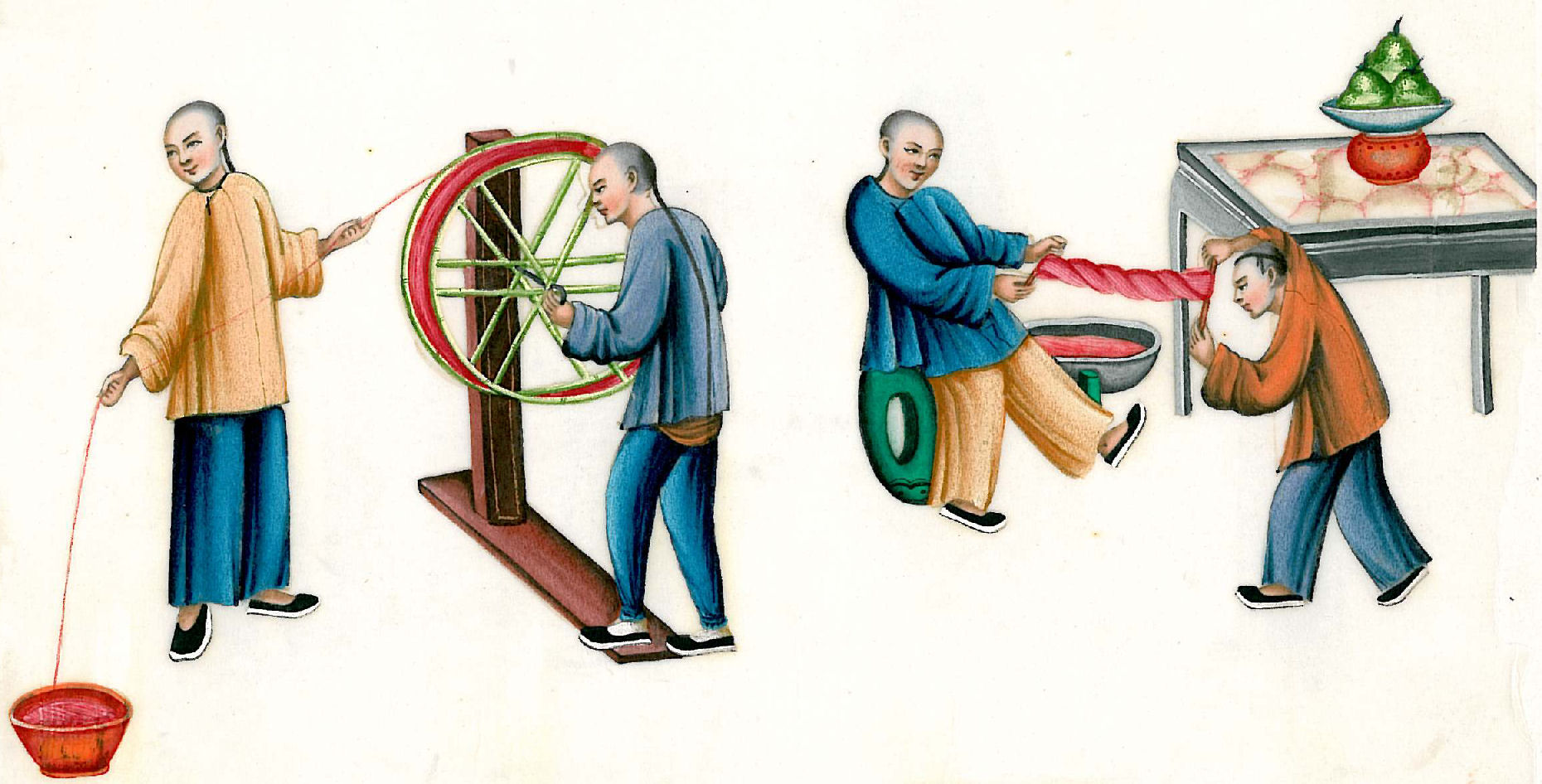
Cena do cotidiano da China antiga: enrolar o fio de seda

O nome é uma metáfora, os gestos realizados nesta prática remetem ao ato de rebobinar o fio de seda de um casulo de bicho-da-seda que nunca termina.
A fim de prolongar a seda com sucesso a ação deve ser suave e firme, sem mudanças bruscas de sentido.
Demasiado rápido, o fio de seda se rompe, demasiado lento, gruda e se embaraça.

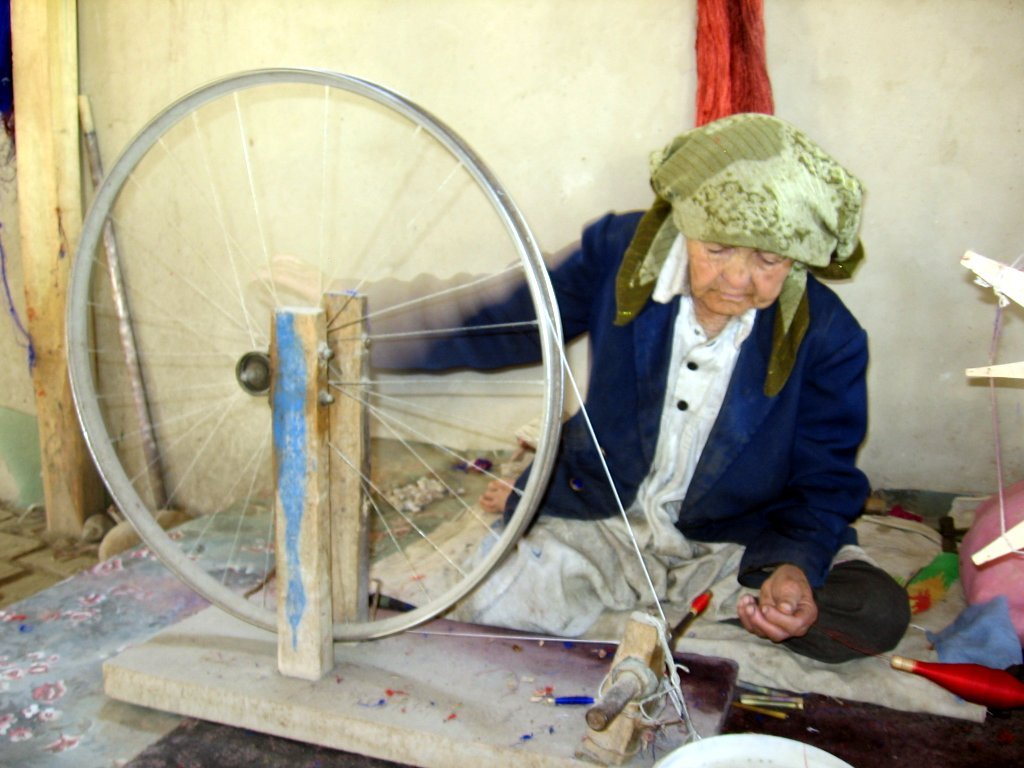
Enrolar o fio de seda é uma atividade artesanal ainda realizada na China atual.

Assim, os movimentos de enrolar o fio de seda seguem padrões contínuos, cíclicos, executados em velocidade constante com o toque leve adotado ao extrair o fio de seda do casulo.
Além dos benefícios para a saúde, o foco desta prática está no fortalecimento e no treino da coordenação do corpo inteiro (neijin),  e no alinhamento e sedimentação do corpo.
São fundamentos da forma do Tai Chi Chuan e dos exercícios de "empurrar as mãos" (Tui Shou), praticados a dois.

## A prática no Tai Chi Chuan estilo Chen

"Enrolar o fio de seda" pode ser realizado como uma auto-massagem que segue o desenho do Diagrama do Tai Chi

No Tai Chi Chuan estilo Chen "enrolar o fio de seda" é geralmente um aquecimento realizado antes de começar a prática do Tai Chi Chuan. Seus princípios são também princípios incorporados na prática das diversas sequências de Tai Chi Chuan do estilo Chen.
Em uma das formas de "enrolar o fio de seda" adotada no estilo Chen, os movimentos se originam do dantian e desenham a forma do símbolo Yin Yang, delineiam o Diagrama do Tai Chi (Tai Chi Tu).
O praticante começa com o círculo exterior e então adiciona o corte em "S", para mudar rapidamente de sentido e manter o movimento suave.
O peso é continuamente deslocado de uma perna para a outra.
Este movimento conduz as articulações do corpo a se moverem de forma fluída e espiralada.

## Exemplos de exercícios de enrolar o fio de seda
Alguns dos exercícios de "enrolar o fio de seda" mais comuns são:
- Enrolar o fio de seda à frente, com uma e com duas mãos, equivale ao movimento de de Tai Chi Chuan "Ondular as mãos nas nuvens" estacionário
- Enrolar o fio de seda nas laterais, com uma e com duas mãos
- Peng Lu Ji An, movimentos da prática de Tui Shou
- Dragão aterrissa como um pardal, à esquerda e à direita
- Desviar à esquerda e à direita